# Cái chết và tang lễ của Lê Công Tuấn Anh
Vào ngày 17 tháng 10 năm 1996, Lê Công Tuấn Anh, nam diễn viên nổi tiếng của điện ảnh Việt Nam thập niên 1990, đã qua đời sau khi được xác định uống thuốc quá liều để tự tử. Cái chết của nam diễn viên tại thời điểm đã trở thành một sự kiện lớn trong xã hội Việt Nam. Tang lễ của anh cũng được coi là một trong những đám tang lớn nhất giới nghệ sĩ Việt Nam.

## Bối cảnh
Sau khi trở nên nổi tiếng, Lê Công Tuấn Anh đã hẹn hò với nữ người mẫu Minh Anh. Trong thời gian hẹn hò, anh từng vướng phải nhiều lùm xùm về chuyện tình cảm bắt nguồn từ sự săn đón của người hâm mộ. Hai người sau đó đã chia tay nhau. Nhiều tin đồn khi đó tiết lộ rằng một diễn viên trẻ (người thứ ba) chính là nguyên nhân của mọi cuộc giận hờn, chia tay và "dọa" tự tử. Không thuyết phục được Minh Anh để hàn gắn mối quan hệ, Lê Công đã uống thuốc tự tử nhưng sau đó được bạn bè đưa vào bệnh viện và chữa trị kịp thời. Sau lần tự tử bất thành, Minh Anh quyết định quay lại với Lê Công. Tuy nhiên, một thời gian sau cả hai lại chia tay vì có người cho Minh Anh biết Lê Công Tuấn Anh đang đi Nha Trang với diễn viên trẻ trên, và cô cũng được cô ruột của người phụ nữ kia thông báo rằng cô gái đã có thai.
Đúng bốn tháng sau, vào ngày 15 tháng 10 năm 1996, Lê Công Tuấn Anh trở về trong ngày sinh nhật của Minh Anh, bày tỏ ý định muốn quay lại. Minh Anh đã từ chối đề nghị này. Sau khi được hẹn sáng hôm sau sẽ đến nhà cùng Lê Công đi ăn sáng, Minh Anh đã tới; nhưng lúc tới nơi, cô thấy Lê Công vẫn đang nằm ngủ nên bỏ về.

## Cái chết
Vào trưa ngày 17 tháng 10 năm 1996, Lý Hoàng Phúc, cháu của bạn Lê Công Tuấn Anh, người ở cùng ôn thi đại học với anh trong căn trọ mà Tuấn Anh thuê rộng 30m2, đã phát hiện ra nam diễn viên trong tình trạng ngất xỉu và mặt bê bết máu, trên tay lúc đó đang cầm lọ thuốc. Khoảng 13:00 cùng ngày, Lê Công được đưa đến Bệnh viện Trưng Vương trên một chiếc xe lăn trong tình trạng hôn mê. Do chẩn đoán ban đầu của bệnh viện là chấn thương sọ não nên anh đã được chuyển sang Bệnh viện 115 cho hồi sức cấp cứu và chuyển cho bộ phận chụp điện toán cắt lớp. Tuy nhiên kết quả lại không cho thấy chấn thương sọ não như chẩn đoán trước đó. Anh tiếp tục được chuyển về phòng hồi sức khi bị nôn nhiều, trong dịch nôn có vài mẫu thuốc tân dược. Sau khi kiểm tra mẫu thuốc trong dịch nôn và mẫu thuốc còn trong lọ mà người thân của Lê Công đưa có hình dạng giống nhau, các bác sĩ đã xác định đây là lọ thuốc Quinine Sulfate 250 mg đặc trị sốt rét, tuy có đến 180 viên nhưng khi kiểm đếm lại chỉ còn 107 viên. Mọi biện pháp chuyên ngành đã được áp dụng để cứu chữa bệnh nhân, tuy nhiên vào lúc 16:20, Lê Công Tuấn Anh qua đời trong tình trạng tắt thở.
Đến chiều tối cùng ngày, Tổ chức Giám định Pháp y Thành phố Hồ Chí Minh cùng đại diện của Viện Kiểm sát, Cảnh sát điều tra, Công an quận 10 và Phòng Khoa học hình sự Công an Thành phố đã đến để tiến hành khám nghiệm tử thi. Kết quả giám định pháp y sau đó được công bố, cho thấy nam diễn viên đã tử vong vì tự tử sau khi bị ngộ độc vì uống 73 viên thuốc của một loại thuộc đặc trị sốt rét được tìm thấy tại hiện trường, vượt quá liều so với tiêu chuẩn lên đến 37 lần. Ngoài ra, báo cáo cho rằng các vết thương trên trán nam diễn viên là do bị va đầu vào tường bởi không thể làm chủ được cơ thể khi thuốc đã ngấm. Tái khám nghiệm hiện trường khi đó, cơ quan chức năng cũng tìm thêm được một số vỉ thuốc đã uống hết hoặc đang uống dở; một số lá thư của người hâm mộ Lê Công Tuấn Anh rơi ra trên nền nhà. Trong cuốn nhật ký của Lê Công Tuấn Anh ghi ngày 15 tháng 10 năm 1996, có xuất hiện những dòng gần giống như lời trăng trối, nói rằng sẽ chết "nếu không đi đến được hôn nhân"; cạnh đó là một tấm ảnh của Minh Anh, ở mặt sau có dòng chữ: "Anh yêu em nhất trên đời".

## Tang lễ
Những đồng nghiệp của Lê Công Tuấn Anh đã giúp chuẩn bị hậu sự cho anh sau khi biết tin nam diễn viên qua đời vì người thân duy nhất lúc đó của Lê Công, bà Lê Thị Ngoan, không đủ khả năng để cáng đáng. Tang lễ của Lê Công Tuấn Anh được tổ chức tại chùa Xá Lợi ở Thành phố Hồ Chí Minh. Cái chết của anh đã kéo theo hàng nghìn người hâm mộ khắp nơi đổ về, thậm chí Lực lượng Công an Quận 3 phải được điều ra để giữ an ninh trật tự tại tang lễ. Toàn bộ thư từ của khán giả viết cho nam diễn viên được để hết vào quan tài của anh; 3 triệu đồng và đầu máy video của Lê Công Tuấn Anh được đem đi bán để lấy tiền làm đám tang còn một số vật dụng khác như tivi, cassette, dây chuyền thì trao lại cho người thân. Đạo diễn Nguyễn Hữu Phần đã viết và đọc điếu văn tại đám tang bạn mình. Bạn gái cũ của Lê Công, người mẫu Minh Anh, cũng xuất hiện trong tang lễ và đội tang cho anh.
Thi hài Lê Công Tuấn Anh đã được đem đi hoả táng vào ngày 20 tháng 10 năm 1996 tại Bình Hưng Hòa và mộ của nam diễn viên được lập tại chùa Nghệ Sĩ, quận Gò Vấp từ đó đến nay. Hiện tại, mỗi năm vào ngày giỗ của Lê Công Tuấn Anh, các đồng nghiệp và người hâm mộ vẫn tưởng nhớ anh và đến thăm mộ thường xuyên.

## Phản ứng
Cái chết của Lê Công Tuấn Anh đã trở thành một sự kiện lớn trong dư luận, thu hút rất nhiều sự quan tâm của các hãng thông tấn, báo chí lớn tại Việt Nam cũng như công chúng khắp cả nước. Ngay sau khi biết tin nam diễn viên qua đời, nhiều người hâm mộ đã tụ tập tại Bệnh viện 115, thậm chí leo qua rào bệnh viện để xem thực hư chuyện anh đã mất. Cô ruột của Lê Công Tuấn Anh, bà Lê Thị Ngoan, cũng xuất hiện ngoài bệnh viện sau khi biết tin và được đưa vào trong sau đó.
Chỉ trong vòng một đêm sau khi Lê Công Tuấn Anh qua đời, hai tờ báo nổi tiếng của Việt Nam là Tuổi Trẻ và Thanh Niên đã cạnh tranh nhau về quyền phát hành câu chuyện của Lê Công cùng cái chết của anh, đi kèm với đó là số lượng người theo dõi không ngừng tăng lên. Các độc giả liên tục gửi thư yêu cầu và gọi điện thoại đến phòng tin tức của tòa soạn. Nhiều người cũng cho photocopy lại những bài báo nói về nam diễn viên đem đi bán và được mô tả là "bán chạy như tôm tươi". Một số ý kiến sau đó đã phê phán việc lợi dụng sự việc để "ăn theo" thu lợi nhuận, câu khách của truyền thông.
Tang lễ của Lê Công Tuấn Anh được coi là một trong những đám tang lớn nhất giới nghệ sĩ Việt Nam và là "đám tang ồn ào nhất Sài Gòn bấy giờ". Hàng nghìn người đã đổ về chùa Xá Lợi để tham dự tang lễ của anh. Dư luận khi đó trút mọi chỉ trích lên Minh Anh vì cho rằng cô là người đẩy bạn trai tới cái chết. Trong ngày đưa tang, do số người đến để đưa tiễn nam diễn viên quá đông nên đã gây tắc nghẽn giao thông tại nhiều đường lớn của thành phố.
Sau này, Nghệ sĩ nhân dân Hồng Vân trong chương trình Ký ức vui vẻ phát sóng vào tháng 3 năm 2019 đã nhận định rằng đám tang của Lê Công Tuấn Anh có thể xem là lớn nhất Việt Nam thời bấy giờ với hàng chục nghìn khán giả đưa tiễn. Trong cuốn sách House of glass: Culture, Modernity, and the State in Southeast Asia xuất bản vào năm 2001, tác giả Yao Souchou nhìn nhận việc nam diễn viên qua đời mang tính chất "đa nghĩa và đại diện cho nhiều mâu thuẫn và mơ hồ ở xã hội Việt Nam đương thời". Các nhà nghiên cứu về văn hóa châu Á Mandy Thomas và Russel H. K Heng cũng bình luận rằng: "Cái chết của Lê Công Tuấn Anh đã thực sự biến anh từ một ngôi sao điện ảnh trở thành một biểu tượng nổi tiếng của Việt Nam".

## Tranh cãi về nguyên nhân cái chết
Đã có nhiều tranh cãi khác nhau về nguyên nhân khiến Lê Công Tuấn Anh quyết định tự tử. Giả thiết được nhiều người tin theo nhất khi đó là do việc kết thúc mối quan hệ giữa nam diễn viên với bạn gái Minh Anh. 12 năm sau ngày mất của Lê Công Tuấn Anh, người mẫu Minh Anh đã bất ngờ trở về từ Singapore để lên tiếng về sự việc, theo đó cáo buộc diễn viên Đào Vân Anh, lúc đó là một diễn viên mới gia nhập đoàn kịch nói Thành phố Hồ Chí Minh, là người thứ ba khi xen vào chuyện tình cảm của hai người. Vân Anh sau đó phủ nhận điều này và cho biết Lê Công đã chia tay với Minh Anh trước khi muốn tiến đến một mối quan hệ với cô, dù sau đó bị cô từ chối. Nữ diễn viên cũng tiết lộ rằng sau khi nam diễn viên mất, cô luôn bị Minh Anh quấy rối, thậm chí là tố cô có thai với Lê Công Tuấn Anh.
Dù vậy, đạo diễn Nguyễn Hữu Phần lại cho rằng anh chết vì "nỗi cô đơn đến mức không thể chịu đựng được". Trong cuộc trò chuyện của nhạc sĩ Trịnh Công Sơn với Lê Công Tuấn Anh, ông cũng có đồng quan điểm: "đây là một người rất nghệ sĩ và vô cùng cô đơn".